# سوناتا كرويتزر
سوناتة كرويتزر (بالروسية: Крейцерова соната)‏ هي رواية قصيرة لليو تولستوي، سُمّيت على اسم سوناتة كرويتزر الخاصة ببيتهوفن. نشرت هذه الرواية القصيرة عام 1889، وأخضعتها السلطات الروسية للرقابة سريعًا. يناقش العمل بلسان المتكلم مفهوم الامتناع الجنسي، ويتعمق في وصف استشاطة الغيرة. ترتبط الشخصية الأساسية بايزدنيشف بالأحداث التي أدت إلى مقتل زوجته: في تحليله، أنّ الأسباب الجذرية لهذا الفعل «الإفراط الحيواني» و«العلاقة القبيحة» اللذين يسيطران على العلاقة بين الجنسين.

## ملخّص
يسمع بايزدنيشف أثناء ركوبه القطار محادثة بخصوص الزواج، والطلاق، والحب. عندما تجادل امرأة بأنّ الزواج لا يجب أن يكون مبنيًا إلّا على الحب الصادق، ثم يسأل «ما هو الحب؟» ويشير أنّه إذا كان مفهومًا بكونه أولوية حصرية لشخص واحد، فإنه سرعان ما يمر بسرعة. يملي العقد على أن يبق الشخصان المتزوجان معًا، ويمكن أن يتحول الحب الأولي بسرعة إلى كراهية. ثم يروي كيف أنه اعتاد على زيارة المومسات عندما كان شابًا، ويشتكي من أنّ فساتين النساء مُصممة لإثارة رغبات الرجال. ويذكر بالإضافة إلى هذا أنّ النساء لن تتمتع بحقوق مساوية للرجال طالما يراهم الرجال أشياء للمتعة فقط، ومع ذلك فهو يصفهم في موقف يتمتعون به بشكل من السلطة على الرجال، مشيرًا إلى القسم الكبير من المجتمع المُهيأ لأجل سعادتهم ورفاهيتهم، ومقدار ما يملكونه من سطوة على أفعال الرجال.
طغت علاقته بزوجته بعد لقاءه وتزوجه لها فترات متناوبة من الحب المتّقد والشجارات الشديدة. لديها الآن خمسة أطفال وهي تتلقى عقاقير لمنع الحمل: «جرى التخلص من العذر الأخيرة لحياتنا السيئة –الأطفال- إلّا أنّ الحياة أصبحت أتعس من ذي قبل». تميل زوجته للإعجاب بعازف الكمان تروخاتشيفسكي، ويعزف الاثنان معًا سوناتة كرويتزر لبيتهوفن (سوناتة رقم9، إيه ماجور للكمان والبيانو، أو بّي 47). يشتكي بايزدنيشف أنّ بعض الموسيقى قوية كفاية لتغيير الحالة الداخلية للشخص إلى حالة خارجية. يخفي غيرته المستعرة ويذهب في رحلة، يعود مبكرًا، فيجد تروخاتشيفسكي وزوجته معًا، مما يدفعه لقتل زوجته بخنجر. ويهرب عازف الكمان: «أردت اللحاق به، لكني أيقنت أنه من السخف اللحاق بحبيب متيم بزوجتي، لن أرضى أن أكون سخيفًا بل شديد البغض».
بعد أن بُرِّئ من قتل زوجته بسبب خيانتها الواضحة، راح بايزدنيشف يركب القطارات باحثًا عن المغفرة بين المسافرين.

## الرّقابة
بعد أن منعت الرقابة العمل في روسيا، وُزّعت إصدارات مستنسخة على نطاق واسع. في عام 1890، منعت إدارة مكتب بريد الولايات المتحدة إرسال الجرائد التي تضمنت دفعات متسلسلة من سوناتة كرويتزر. وهذا ما أكده النائب العام للولايات المتحدة في نفس العام. أطلق ثيودور روزفلت على تولستوي «المنحرف الجنسي أخلاقيًا». وقد أُلغت محاكم نيويورك وبنسلفانيا الحظر عن بيع هذه العمل عام 1890.

## الخاتمة
يوضح تولستوي في خاتمة سوناتة كرويتزر المنشورة في 1980 الرسالة المقصودة من هذه الرواية القصيرة، ويقول: «فلنكف عن الاعتقاد أنّ المحبة الجسدية رفيعة ونبيلة، ودعونا نفهم أي غاية تستحقها مساعينا نحو هذه المحبة –لمصلحة الإنسانية، ووطننا، والعلم، والفن، ناهيك عن الله، لن تتحقق أي نهاية، يمكن أن نعتبرها تستحق سعينا، عن طريق الارتباط مع بعضنا في الزواج أو بدونه في سبيل أهداف حبنا الجسدي. في الحقيقة، لن يساعد الوله والترابط في الوصول إلى حب جسدي. (مهما ادعى مؤلفو قصائد الحب والرومانسية عكس ذلك) لن يساعدوا أبدًا في مساعينا الجديرة بالاهتمام، بل على العكس سيعيقونها.

## روابط خارجية
- سوناتا كرويتزر على موقع الموسوعة البريطانية (الإنجليزية)